# 神奈川県道740号小田原湯河原線

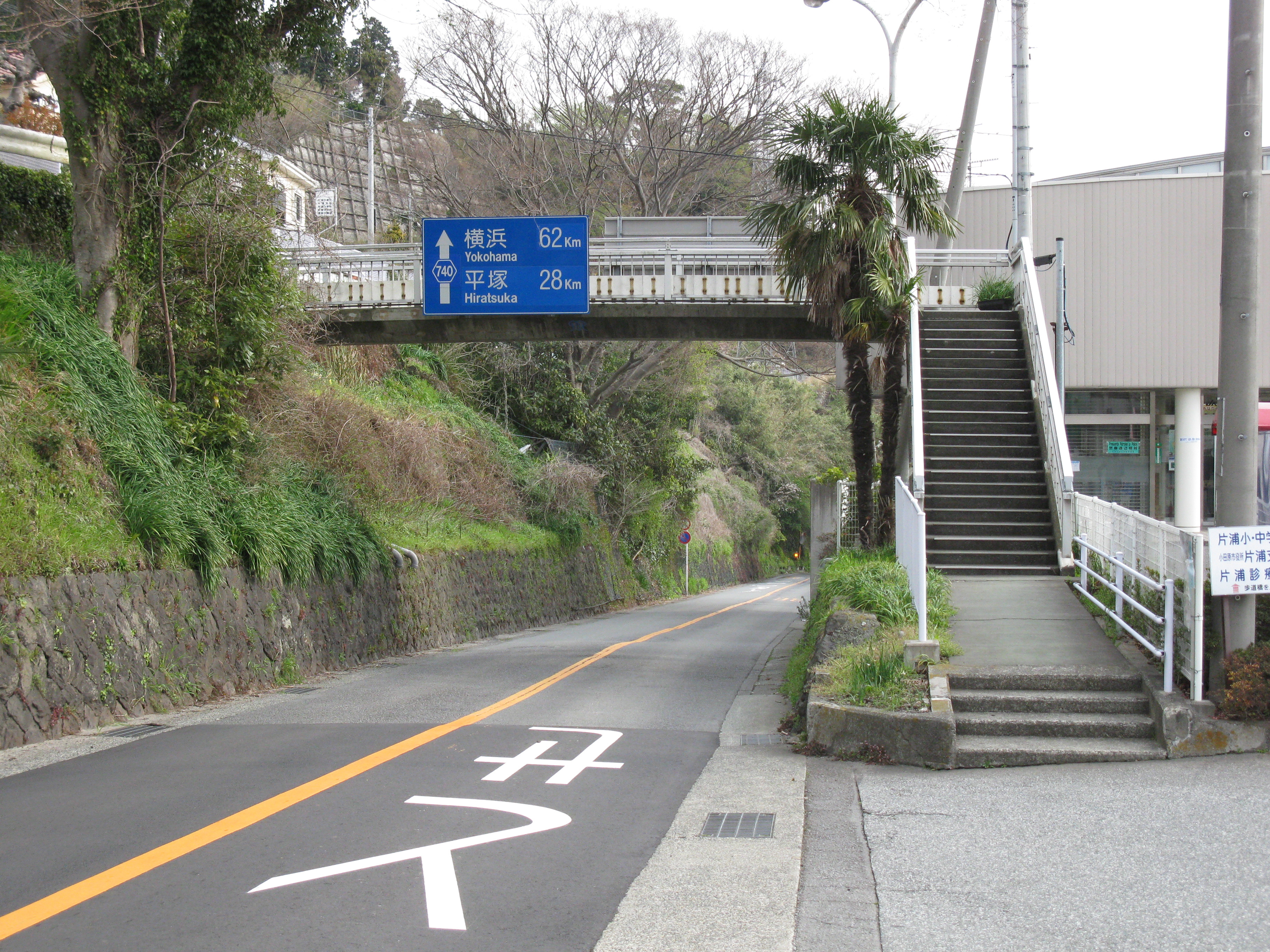
県道740号（根府川駅前にて2010年3月31日撮影）

神奈川県道740号小田原湯河原線（かながわけんどう740ごうおだわらゆがわらせん）とは、神奈川県小田原市と湯河原町を結ぶ県道である。かつては国道135号に指定されていた。

## 概要
小田原市から湯河原町に至る道路で、2008年9月4日に真鶴道路（旧道）が無料開放されるまで、国道135号に指定されていた路線である。

## 路線データ
- 起点：神奈川県小田原市根府川（国道135号交点「根府川」交差点）
- 終点：神奈川県足柄下郡湯河原町吉浜（国道135号交点）
- 総延長：11.0km
- 路線認定：2008年9月4日
- Google マップ

## 通過する自治体
- 神奈川県
  - 小田原市 - 足柄下郡真鶴町 - 湯河原町

## 接続路線
- 国道135号（小田原市根府川）
- 国道135号（湯河原町吉浜、東海道本線「新福浦立体」を介して接続）
- 国道135号（湯河原町吉浜）
- 大猿山農道

## 周辺
- ヒルトン小田原リゾート&スパ
- 黒田長政供養の碑
- 道祖神 (真鶴町)
- JR東日本東海道本線根府川駅
- 小田原市立片浦中学校
- 小田原市立片浦小学校
- 相翁松の碑
- 真鶴町立真鶴中学校
- JR東日本東海道本線真鶴駅
- 湯河原町立東台福浦小学校